# 莫甘湖

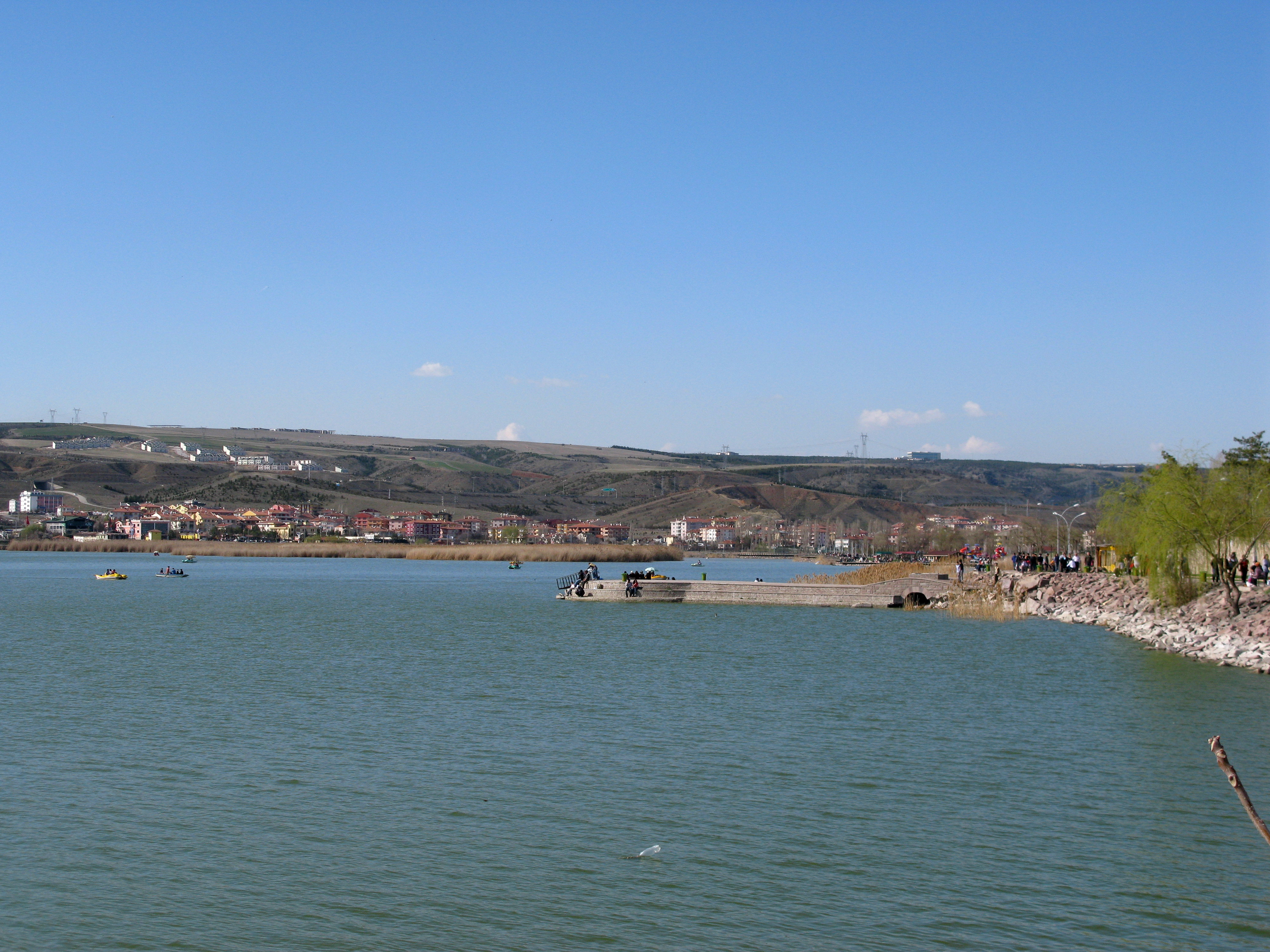
莫甘湖

莫甘湖（土耳其語：Mogan Gölü）是土耳其的湖泊，位於該國中部，距離首都安卡拉25公里，由安卡拉省負責管轄，長14公里、寬11公里，面積5.61平方公里，海拔高度972米，平均水深約5米。

## 外部連結
- A report about the Lake Mogan protected area

39°46′N 32°48′E / 39.767°N 32.800°E